# 제3차 이탈리아 독립 전쟁
제3차 이탈리아 독립 전쟁(이탈리아어: Terza Guerra d'Indipendenza Italiana)은 이탈리아 왕국과 오스트리아 제국 사이의 전쟁으로, 1866년 6월부터 8월까지 이어졌다. 이 전쟁은 프로이센-오스트리아 전쟁과 동시에 발발했으며, 이 전쟁도 이탈리아 왕국의 승리로 끝났다. 오스트리아 제국은 롬바르디아-베네치아 왕국과 만토바를 이탈리아에 할양했다. 이탈리아에서는 이 전쟁을 리소르지멘토의 일부로 본다.

## 배경
비토리오 에마누엘레 2세는 1861년 3월 17일 이탈리아 왕국의 왕이 되었지만 베네치아, 교황령 등 이탈리아 내에 수복하지 않은 영토가 남아 있었다. 이러한 미회수 영토는 이탈리아 국내 정책에 영향을 미쳤다. 1862년 주세페 가리발디가 로마를 점령하려고 했다. 비토리오 에마누엘레 2세는 중립을 유지했고, 가리발디는 제노바에서 팔레르모로 향했다. 1,200명의 자원자를 모집한 가리발디는 카타니아를 출발해 8월 24일칼라브리아에 위치한 멜리토에 상륙했다. 이들은 아스프로몬테 산에 도달했고, 이곳에서 로마로 진군하고자 했다. 하지만 피에몬테 장군 엔리코 찰디니가 이들을 저지했으며, 아스프로몬테 전투에서 가리발디는 부상을 입고 포로가 되었다.
한편 오스트리아 제국과 프로이센 왕국 사이의 독일 문제는 1866년 전쟁으로 이어졌다. 이탈리아는 이 기회를 틈타 롬바르디아-베네치아 왕국을 정복하고자 했다. 1866년 4월 8일 이탈리아 정부는 나폴레옹 3세의 중재 하에 프로이센 정부와 군사동맹을 맺었다. 알폰소 페레로 라 마르모라가 이끄는 이탈리아군은 오스트리아군과 남부 전선에 맞붙을 예정이었다. 동시에 이탈리아는 해군의 우위를 이용해 달마티아 해안을 위협하고 트리에스테를 포위할 계획을 세웠다.

## 결과 및 영향
1866년 프라하 화의의 내용에는 랑고바르드 철관을 이탈리아 왕에게 주는 것과 나폴레옹 3세가 프로이센과 오스트리아를 중재한 대가로 베네치아를 프랑스에 양도하는 것이 있었다. 오스트리아는 이탈리아가 오스트리아과의 전쟁에서 완전히 승리하지 않았기 때문에 이탈리아에게 베네치아를 직접 양도하는 것을 거부했다. 이탈리아 정부는 오스트리아-프로이센 평화 회담에 참여받지 못한 것과 베네치아를 프랑스로부터 선물받는 것에 대해 굴욕감을 느꼈다. 이탈리아 정부는 이에 따라 프랑스의 선물이 아닌 국민들의 의지인 것처럼 보이게 하기 위해 베네치아를 국민투표 이후에 합병하기로 결정했다 1866년 오스트리아와 이탈리아 사이에 비엔나 조약이 체결되었고, 이에 따라 오스트리아는 이탈리아에 베네치아 영토를 양도했다. 국민투표는 1866년 10월 21일부터 22일까지 열렸고. 투표 결과 이탈리아 왕국에 가입하는 것에 찬성하는 비율이 압도적으로 높았다..

## 같이 보기
- 프로이센-오스트리아 전쟁